# Милфорд (Њу Џерзи)
Милфорд (енгл. Milford) град је у америчкој савезној држави Њу Џерзи.

## Демографија
По попису из 2010. године број становника је 1.233, што је 38 (3,2%) становника више него 2000. године.
| Група             | 2000.         | 2010.         |
| Белци             | 1.157 (96,8%) | 1.177 (95,5%) |
| Афроамериканци    | 2 (0,2%)      | 3 (0,2%)      |
| Азијати           | 5 (0,4%)      | 12 (1,0%)     |
| Хиспаноамериканци | 24 (2,0%)     | 27 (2,2%)     |
| Укупно            | 1.195         | 1.233         |